# Batalla de Djenné
La batalla de Djenné fou un combat entre les forces de l'imperi de Mali i el Paixalik marroquí de Timbuctu. La batalla va significar el final de l'imperi de Mali i l'aparició de diversos petits estats a l'oest d'Àfrica.

## Antecedents
Durant els segles XV i xvi l'imperi de Mali va entrar en un progressiu estat de declivi, i tots els estats vassalls perifèrics es van independitzar i fins i tot l'imperi Songhai va afrontar la supremacia, però en 1591 l'imperi Songhai va ser derrotat en la batalla de Tondibi per una força expedicionària marroquina gràcies a l'ús d'armes de foc com l'arcabús i el canó, i foren empesos cap a l'est a través del riu Níger on van poder establir el regne Dendi. Amb els Songhai desterrats, el rei Mansa Mahmud IV de Mali va intentar reconstruir el seu regne, i el primer pas seria la conquesta de Djenné, que controla l'interior de la vall del Níger, governada per Sayyid Mansur, qui un cop alertat va demanar reforços a Timbuctu, i rebé una força dirigida pels alcaids al-Mustafa al-Fil i Ali bin Abd Allah al-Tilimsani, que incloïa arcabussers i que van arribar amb embarcacions fluvials.

## Batalla
Els marroquins van arribar el 26 de maig trobant Mansa Mahmud IV acampat a la duna de Sanuna, des d'on haurien d'embarcar per entrar a la ciutat, i van haver de lluitar per fer-se camí cap a la ciutat amb les armes de foc. Les forces paixalik van entrar a la ciutat, però l'exèrcit de Mali encara estava acampat i lluny de ser derrotat. Sayyid Mansur i el rei de Djenné Muhammad Kinba bin Isma’il van sortir i contraatacar l'exèrcit de Mali, que es va trencar i patir moltes baixes, i es vegué obligat a fugir.

## Conseqüències
La derrota de l'imperi de Mali a Djenné va destruir l'aliança temporal que Mahmud IV va poder reunir, i l'Imperi de Mali va deixar de ser un factor polític a la regió, es va retirar a Niani i va morir el 1610. Els seus tres fills van separar els vestigis del país, i Mali es va convertir en un conjunt d'aliats relativament lligats que foren ser engolits per l'Imperi Bambara, a qui tot el pashalik de Timbuktu va haver de retre homenatge. Així i tot, cap dels poders emergents s'acostaria a l'hegemonia de Mali o Songhai. L'Àfrica occidental va passar a una regió governada per estats més petits i menys centralitzats fins al segle xix.